# 日本繊維機械協会

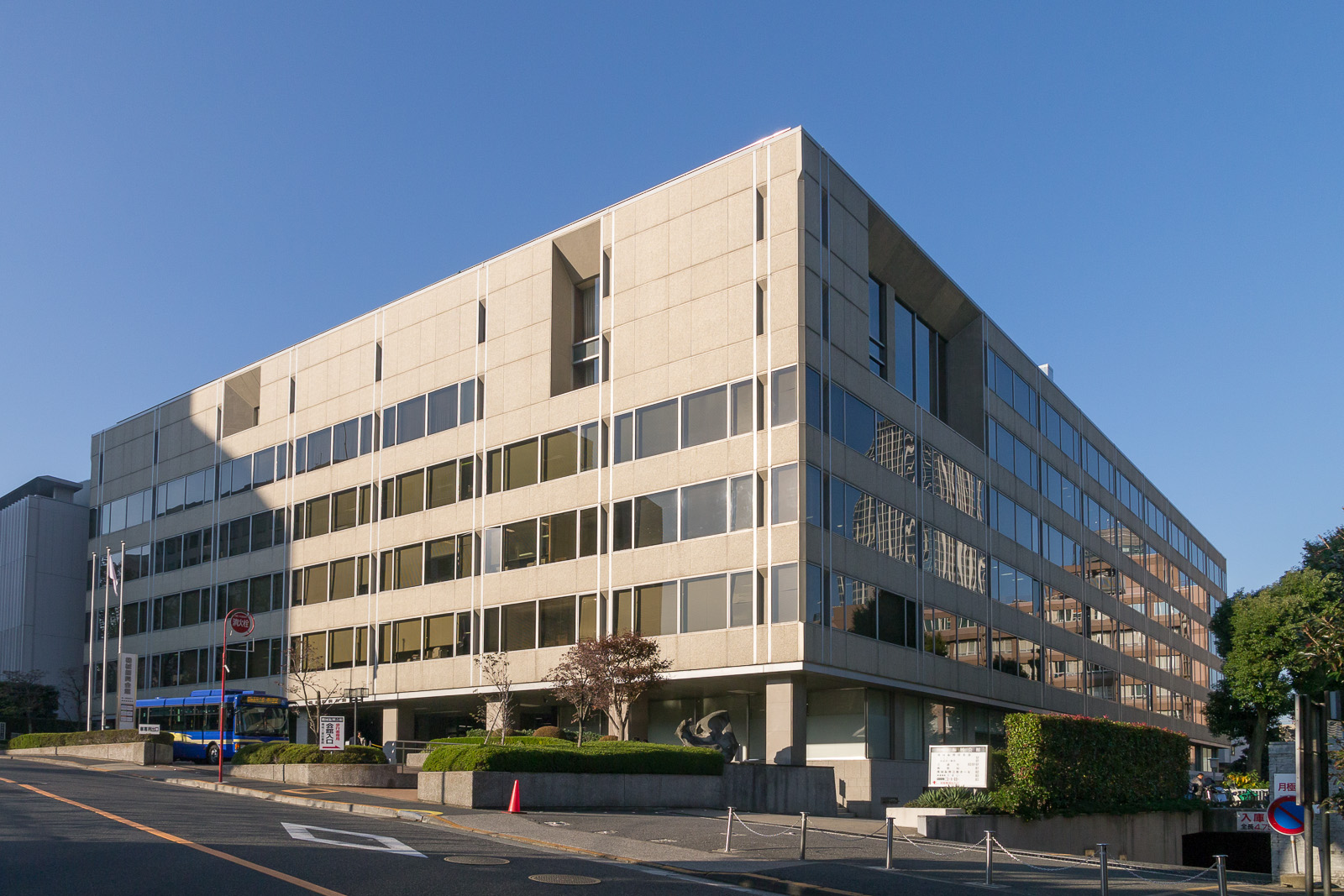
入居する機械振興会館

一般社団法人 日本繊維機械協会（にほんこうさくきかいはんばいきょうかい 英語表記:Japan Textile Machinery Association（略称ＪＴＭＡ） は、東京都港区芝公園にある繊維機械関連の一般社団法人である。1951年に設立された。

## 所在地
- 〒108-0014 東京都港区三丁目5番22号 機械振興会館 別館101号

## 目的
我が国繊維機械工業の健全な発達を図り、もって我が国経済の発展と国民生活の向上に寄与することを目的とする

## 事業
1. 繊維機械に関する貿易の促進
2. 繊維機械に関する生産、輸出等の調査及び研究
3. 繊維機械に関する知的財産保護、技術及び標準化の推進
4. 繊維機械に関する普及及び啓発
5. 繊維機械に関する関係機関との交流及び協力
6. その他本会の目的を達成するために必要な事業

## 会員の資格
正会員
繊維機械の製造業を営む法人及び個人並びにこれらの者を構成員とする団体であって、本会の事業に賛同して入会したもの
賛助会員
上記（正会員）に該当しないもので、本会の目的に賛同し、その事業に協力しようとして入会したもの

## 沿革
- 1951（昭和26）年5月1日　日本紡織機協会設立
- 1956（昭和31）年5月22日 日本繊維機械協会に改称
- 1966（昭和41）年6月1日 社団法人日本繊維機械協会に改組
- 2013（平成25）年4月1日 一般社団法人日本繊維機械協会に改組し、現在に至る

## 組織
- 会長　村田　大介(村田機械 代表取締役社長)
- 副会長
  - 島　正博(島機械製作所 代表取締役会長)
  - 高納　伸宏(津田駒工業 代表取締役社長)
  - 大西　朗(豊田自動織機 取締役社長)
- 専務理事　萬井　正俊
- 理事	4名
- 監事	2名

## 会員
正会員
- 岩間繊維製作所
- オルガン針
- 木地リード
- 山東鐵工所
- TMTマシナリー
- 津田駒工業
- 高山リード
- 豊田産業
- 豊田自動織機
- ナンカイ工業

- ハッピージャパン
- 平岩鉄工所
- 日阪鉄工所
- ハラテックス
- 林フィラー
- 福原産業貿易
- 北陸ヨシナカ
- 村田機械
- 山田ドビー

賛助会員
- 豊田通商
- 豊通マシナリー
- イテマウィービングジャパン
- 伊藤忠システック
- ストーブリ
- グロッツ・ベッケルト ジャパン
- 丸紅テクノシステム
- 東久
- 日本縫製機械工業会
- ウスターテクノロジーズ

団体会員
- 関西繊維機器工業会